# Prévention routière (association)
 (mars 2020).
Si vous disposez d'ouvrages ou d'articles de référence ou si vous connaissez des sites web de qualité traitant du thème abordé ici, merci de compléter l'article en donnant les références utiles à sa vérifiabilité et en les liant à la section « Notes et références ».
Pour les articles homonymes, voir Prévention et sécurité routières.
L’Association Prévention Routière se bat pour changer les comportements sur la route. Créée en 1949 par les sociétés d’assurance et avec l’aide de l’Union routière de France, elle a pour objectif « d'étudier et mettre en œuvre toutes mesures et encourager toutes initiatives propres à réduire la fréquence et la gravité des accidents de la circulation routière ».

## Description et historique
À sa création en 1949, elle a dû faire face à la France d’après-guerre, qui avec un réseau routier dévasté et un parc automobile peu sûr connaît un réel besoin d’information et de sensibilisation.
L’association, régie par la loi de 1901, est reconnue d’utilité publique depuis 1955. Le premier article définit bien ses valeurs morales : « L'association est la convention par laquelle deux ou plusieurs personnes mettent en commun d'une façon permanente leurs connaissances ou leur activité dans un but autre que de partager des bénéfices… ».
En 1982, la Prévention routière est à l'initiative du magazine Auto Moto, vendu à Hachette-Filipacchi en 1991.
La charte dont elle s'est dotée exprime sa philosophie, fondée sur cinq grands principes : privilégier la prévention ; accompagner tout au long de la vie ; agir au plus près des usagers ; fédérer les énergies ; s’exprimer au nom de l’intérêt général.
Le centre national, siège de l’Association, est à Paris, où se trouve la présidence, la délégation générale et les directions (éducation et formation, études et recherches, finance et contrôle de gestion, marketing et communication, pôle comité et ressources humaines). La Prévention Routière est aussi présente dans tous les départements, y compris outre-mer, grâce à son réseau implanté sur tout le territoire national.
La Prévention Routière est l'un des 51 membres du Conseil national de la sécurité routière (CNSR)
Anne Lavaud, ancienne journaliste, est nommée déléguée générale de l'association en 2015 où elle succède à Jean-Yves Salaün.
Il ne faut pas confondre cette association avec la Délégation à la sécurité routière, qui est rattachée au ministère de l'Intérieur.

## Activités
L'association Prévention Routière a pour vocation de faire évoluer les comportements des usagers de la rue et de la route, avec l’objectif d’y améliorer la sécurité. Elle intervient dans les domaines de la prévention, l’information et la sensibilisation.
- L'éducation routière [2], notamment dans les établissements scolaires, de la maternelle au lycée, y compris dans les établissements spécialisés accueillant des jeunes en situation de handicap. Chaque année, 900 000 enfants et adolescents sont sensibilisés aux risques routiers, grâce au programme éducatif Mobilipass. L’association Prévention Routière met au point, le plus souvent en partenariat avec l'association Assurance Prévention, toute une série de supports pédagogiques et/ou ludiques pour aider les enseignants dans leur mission éducative. Parmi les produits pédagogiques pour le primaire : SuperCircul, Sur les pas de Tom et Lila, L’enfant à vélo ; pour les collégiens : Mobiligo, Autopsie d’un accident, Moduloroute ; pour les plus grands : Route et prévention ou Histoire d’Automobilité. Et Objectif Mobilité, le premier kit ludo-pédagogique pour les jeunes en situation de handicap conçu avec le soutien de la Fondation PSA Peugeot Citroën.

- L'information et la sensibilisation, par des campagnes dans les médias, sur internet et les réseaux sociaux (FB, Twitter et Instagram) et par voie d'affichage. Les porte-parole de l’association Prévention Routière interviennent fréquemment à la télévision, à la radio et dans la presse. L’association diffuse Circuler autrement pour ses donateurs et participe à La prévention routière dans l’entreprise.

- La formation des conducteurs, par les stages de sensibilisation pour les infractionnistes, les actions en entreprises et les séances pour les seniors.

L’association Prévention Routière est aussi un acteur majeur du débat public, notamment en tant qu’interlocuteur permanent des pouvoirs publics, et tisse des liens à l'échelon européen et international.

## Prises de positions et actions
En octobre 2014, l'association lance une campagne de clips vidéo basée sur la douceur et la tendresse afin de surprendre et de marquer une rupture avec les campagnes "choc".
En octobre 2016, l'association déplore la suppression du passage devant un tribunal pour un premier défaut de permis ou d'assurance de la loi « Justice au XXIe siècle ».
En novembre 2017, l'association Prévention Routière lance le label Ville Prudente pour distinguer les villes et villages qui agissent en faveur de la prévention des risques routiers.
En 2019, elle célèbre le 70e anniversaire de sa création, en lançant le défi #Objectif0tué.
En février 2020, elle lance, avec la fondation d'entreprise Groupe Renault, la plateforme Road4us - gratuite, en 7 langues, fondée sur des illustrations aux codes universels - pour sensibiliser les usagers du monde entier aux comportements permettant de se déplacer en sécurité.